# سالنامه آلمانی فرانسوی

سالنامه آلمانی- فرانسوی تنها یک شماره در فوریه ۱۸۴۴ در پاریس منتشر شد.

سالنامه آلمانی- فرانسوی نشریه سالانه‌ای به زبان آلمانی است که کارل مارکس و آرنولد روگه باهم سردبیری آنرا بر عهده داشتند. از این سالنامه تنها یک شماره در فوریه ۱۸۴۴ در پاریس منتشر شد (که در واقع دو شماره در یک مجلد بود)
سالنامه مزبور بعد از سانسور و تعطیلی روزنامه سیاسی، تجاری و صنعتی راین که از ۱ ژانویه ۱۸۴۲تا ۳۱ مارس ۱۸۴۳ در شهر کلن منتشر می‌شد، در دستور کار مارکس و آرنولدروگه قرار گرفت.
کتاب «مسئله یهود» مقدمه‌ای که مارکس برای «بررسی مجدد و نقادانه فلسفه حق هگل» نوشت و آنچه انگلس با عنوان «خطوط کلی نقدی بر اقتصاد سیاسی» نوشت، همچنین نامه آرنولد روگه به کارل مارکس که وی را از تصمیم نهائی اش برای انتشار نشریه‌ای در پاریس مطلع می‌کند و نیز نامه مارکس به وی که در آن به ضرورت نقد بی باکانه و پذیرش الزامات آن می‌پردازد، در سالنامه مزبور درج شده است.
سالنامه مزبور که پیشتر قرار بود به جای پاریس، در سوئیس و استراسبورگ منتشر شود، به دلیل اختلافات اصولی بین مارکس و آرنولد روگه و آنچه هواداران مارکس «موضع بورژوا رادیکالی» آرنولد روگه نامیدند، بعد از همان یک شماره، ادامه نیافت.